# Krause (Musikerin)

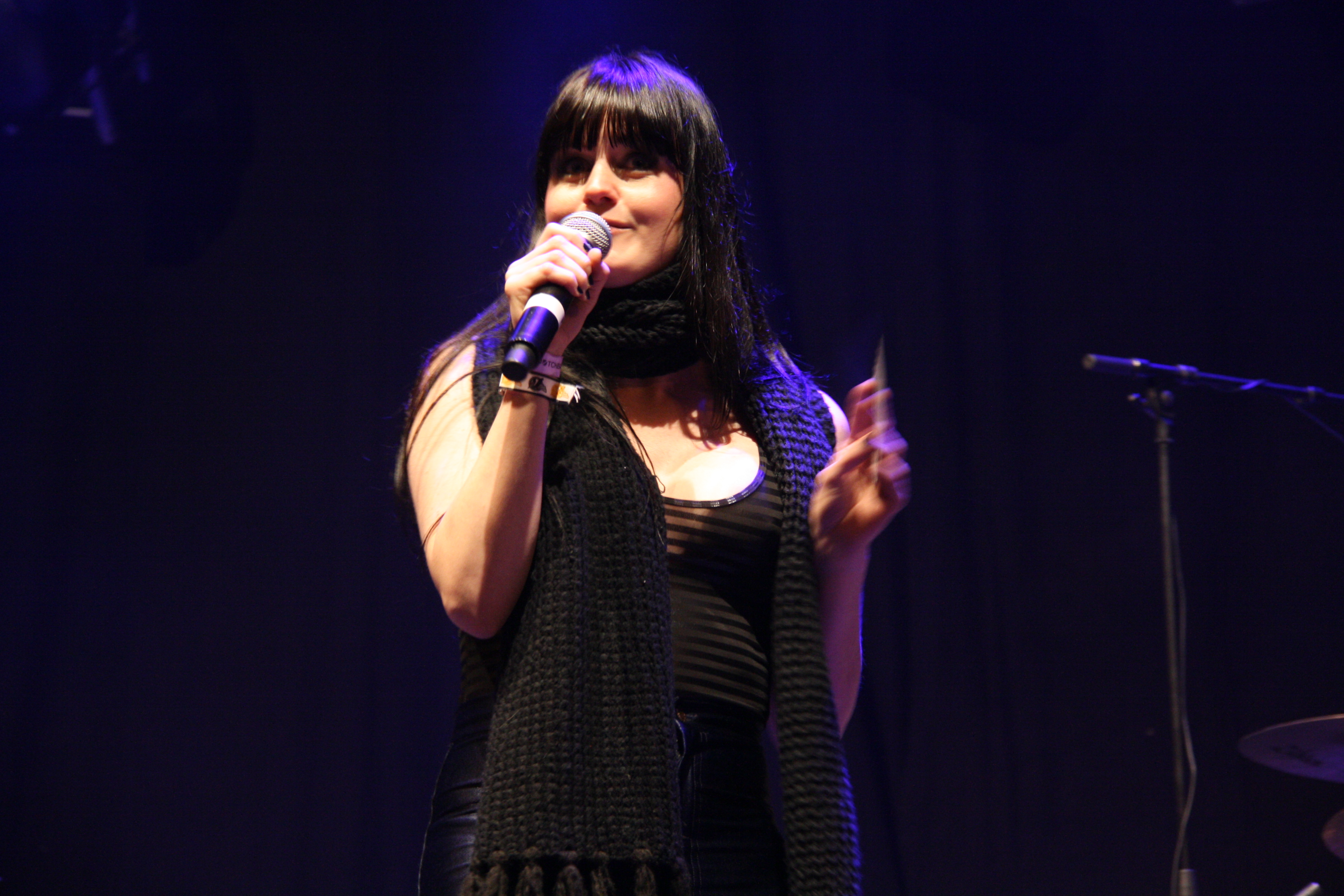
Krause

Krause (* 29. Februar 1972 in Johannesburg; bürgerlich Suzanne Clermonts) ist eine niederländische Sängerin und Musikerin.

## Biografie
Im Jahr 2008 gewann Krause den "Lopend Vuur Pitch organisiert von der Platform  Lopend Vuur von Sony BMG. Clermonts überzeugte die Jury mit dem vielversprechendsten Marketing-Plan, um ihr Projekt Krause zu fördern. Das brachte ihr einen Plattenvertrag mit Sony BMG ein. Ihre Single "Radio Edit" produziert von dem Drum-and-Bass-Trio Noisia wurde ihr Debüt. Ihren eigenen Stil bezeichnet sie als Electro-Pop.
Krause schreibt und produziert ihre eigene Musik auf einem PC und alten analogen Synthesizern. In der Akademie der Popkultur in Leeuwarden lernte sie während ihres  Musikstudiums die Grundlagen der Studiotechnik und sie machte einen Crash-Kurs, um Musik-Programmierung zu erlernen.
Ihr Debüt-Album No Guts, No Glory erschien am 23. Oktober 2009.

## Diskografie

### Alben
- 2009: No Guts, No Glory

### Singles
- 2008: Radio Edit
- 2009: No Guts, No Glory
- 2010: I want a pony

## Auszeichnungen
- 2010: Interactive Award, Noorderslag 2010